# Classe Kaba
La classe Kaba (櫻型駆逐艦, Sakuragata kuchikukan) est une classe de dix destroyers construits pour la Marine impériale japonaise.

## Contexte
Lors du déclenchement de la Première Guerre mondiale, la Marine impériale japonaise n'avait que deux destroyers modernes capables de se déployer à l'étranger : les Sakura et Tachibana de classe Sakura.
Cela ne permettait pas au Japon de s'acquitter de ses obligations en vertu de l' Alliance anglo-japonaise, de sorte que le gouvernement japonais a permis la construction de dix nouveaux destroyers au travers d'un budget d'urgence d'extension navale dans l'exercice budgétaire de 1914. Leur construction a été confiée aux arsenaux navals et aux chantiers civils.
Douze autres navires ont été construits par les mêmes chantiers navals au Japon par une ordonnance de la Marine française. Ce fut la classe Arabe : Algérien, Annamite, Arabe, Bambara, Hova, Kabyle, Marocain, Sakalave, Sénégalais, Somali, Tonkinois , et Touareg qui furent les destroyers les plus avancés dans l'inventaire français dans la Première Guerre mondiale.

## Conception
Les dix destroyers de 2e classe Kaba ont été construits simultanément dans huit chantiers japonais différents. Comme il n'y avait pas le temps nécessaire à la conception d'un nouveau navire, les plans des destroyers de classe Sakura ont été distribués à chaque chantier naval, avec les instructions que la propulsion devait être réalisée avec un classique moteur à vapeur à triple expansion alimenté au charbon, et non une turbine à vapeur .
L'armement restait le même que celui de la classe Sakura : un seul canon de 120 mm monté sur le gaillard d'avant et 4 canons de 76 mm (un sur chaque flanc et les deux autres vers l'arrière).

## Service
Les dix navires ont pu servir durant la Première Guerre mondiale, notamment par déploiement en océan Indien et en mer Méditerranée. Huit destroyers et le croiseur
Akashi sous le commandement de l'amiral Kōzō Satō sont arrivés à Malte en 1917 et ont réalisé des opérations sous la direction de la Royal Navy.
Le Sakaki a été endommagé par le sous-marin SM U-27 (en) de la Marine austro-hongroise le 11 juin 1917 au large de la Crète avec la perte de 68 hommes sur 92. Récupéré, il a été réparé.
Les dix navires ont survécu à la guerre et ont été retirés sur service en avril 1932.

## Les unités
- Kaba (Arsenal naval de Yokosuka)
- Kashiwa (Mitsubishi Heavy Industries-Nagasaki)
- Sakaki (Arsenal naval de Sasebo)
- Katsura (Arsenal naval de Kure)
- Sugi (Osaka Iron Works)
- Kaede (Arsenal naval de Maizuru)
- Ume (Kawasaki Shipbuilding Corp.Kobe)
- Kiri (Compagnie des docks d'Uraga)
- Kusunoki (Kawasaki Shipbuilding Corp.Kobe)
- Matsu (Mitsubishi Heavy Industries-Nagasaki)